# Северский 18-й драгунский полк
18-й драгунский Северский Короля Христиана IX Датского полк — полк кавалерии (воинская часть) Русской императорской армии, один из двух самых заслуженных полков Русской императорской армии.
Старшинство: 8 сентября 1701 года. Полковой праздник: 8 сентября, Рождество Пресвятой Богородицы.
Дислокация: Пятигорск (1871), позже Александрополь Эриванской губернии.

## История полка
3 апреля 1856 — На Кавказе из 4-го, 7-го, 8-го и 9-го эскадронов драгунского Его Королевского Высочества наследного принца Виртембергского полка и офицеров и нижних чинов оставшихся от приведения в кадровый состав Новороссийского драгунского полка сформирован Северский драгунский полк в составе 6 действующих и одного резервного эскадронов. Название было дано по Новгороду-Северскому. Присвоены старшинство с 8 сентября 1701 года и знаки отличия драгунского Его Королевского Высочества наследного принца Виртембергского полка. 17 апреля 1856 года — переименован в Драгунский Е. И. В. Наследника Цесаревича, на гербы и пуговицы присвоен № 9. 18 сентября 1856 года на гербы и пуговицы присвоен № 17. 19 марта 1857 года  — переименован в Северский драгунский Е. И. В. Наследника Цесаревича.
31 июля 1862 года — приведен в состав 4 действующих и одного резервного эскадронов. В мае и июне 1863 года на пространстве между Пшецизским и Сухохабльским постами особенно сильно вновь активизировались горцы, нападая на отряды Северского полка. Для предотвращения постоянных набегов было решено возвести промежуточный пост, который бы позволил контролировать эту территорию. Строительство поста выпало на долю драгун полка из резервного эскадрона. 22 июня 1863 года строительство было окончено, а сам пост назван в честь строителей — «Северским». Впоследствии на месте поста в 1864 году была построена станица, получившая тоже название Северская, населенная казаками — выходцами из станицы Никольской Азовского казачьего войска.
25 марта 1864 года — переименован в 17-й драгунский Северский Е. И. В. Наследника Цесаревича. 2 декабря 1864 года — резервный эскадрон отделен от полка. 12 апреля 1865 года — переименован в 17-й драгунский Северский полк. 29 мая 1865 года — переименован в 17-й драгунский Северский Е. В. Короля Датского. 18 августа 1882 года — переименован в 45-й драгунский Северский Е. В. Короля Датского.
В 1906 году переименован в 45-й драгунский Северский. Несколько позднее в том же году переименован в 45-й драгунский Северский Короля Христиана IX Датского.
6 декабря 1907 года переименован в 18-й драгунский Северский Короля Христиана IX Датского.

## Шефы полка
- 17.04.1856 — 29.05.1865 — Наследник Цесаревич великий князь Николай Александрович
- 29.05.1865 — 20.01.1906 — Король Дании Христиан IX

## Командиры полка
- 03.04.1856 — 18.01.1859 — полковник (с 26.08.1856 генерал-майор) Голембиовский, Казимир Лукьянович
- 11.05.1859[8] — 07.06.1860[9] — полковник Багратион, Иван Романович
- 08.09.1860 — 25.06.1865 — полковник (с 20.06.1864 генерал-майор) Петров, Виктор Александрович
- 25.06.1865 — 24.03.1873 — полковник Лорис-Меликов, Иван Егорович
- 24.03.1873 — 27.07.1878 — полковник Батиевский, Яков Яковлевич
- 06.08.1878 — 14.06.1882 — полковник Медведовский, Николай Юлианович
- 25.07.1882 — хх.хх.1889 — полковник Ситников, Александр Иванович
- 02.10.1889 — 24.12.1896 — полковник князь Чавчавадзе, Арчил Гульбатович
- 24.12.1896 — 06.03.1897 — полковник принц Людовик-Наполеон, Людовик Карлович
- 13.03.1897 — 22.03.1899 — полковник Грязнов, Фёдор Фёдорович
- 28.04.1899 — 19.09.1903 — полковник Битный-Шляхто, Михаил Ипполитович
- 02.10.1903 — 11.10.1907 — полковник Надервель, Евгений Николаевич
- 25.10.1907 — 17.09.1912 — полковник князь Абашидзе, Дмитрий Ростомович
- 09.10.1912 — 20.06.1913 — полковник Асеев, Михаил Васильевич
- 01.07.1913 — 21.08.1915 — полковник Копачев, Николай Николаевич
- 15.11.1915 — 20.03.1916 — полковник граф Граббе, Дмитрий Михайлович
- 20.03.1916 — 03.12.1916 — полковник Гревс, Александр Петрович
- 20.12.1916 — на 01.12.1917 — полковник Эрн, Николай Францевич

## Высочайшие лица, числившиеся в полку
- 08.09.1901—01.03.1917 — Император Николай II
- 30.07.1906—01.03.1917 — Наследник Цесаревич Алексей Николаевич
- 18.09.1871—01.03.1881 — Император Александр II
- 21.09.1871—30.12.1909 — великий князь Михаил Николаевич

## Знамёна полка
- При формировании Северский полк получил Георгиевский штандарт с надписью: «За отличные подвиги в Чечне в 1851 году».
- К последней четверти XIX века в полку имелось два (по числу дивизионов) Георгиевских штандарта.
- 26 ноября 1878 года, в день праздника ордена Св. Георгия, Александр II подписал грамоту на пожалование полку широких Георгиевских лент (сама награда утверждена в том же 1878 году) Грамота поступила в полк в 1879 году, ленты навешены на штандарты первого и второго дивизионов полка 11 сентября 1880 года. Лентами отмечались подвиги полка в русско-турецкую войну, надписи на лентах гласили: «За дело 3-го июня под Карсом и штурм этой крепости 6 ноября 1877 года».
- 8 сентября 1901 года в ознаменование 200-летнего юбилея Северскому полку были вручены Георгиевский штандарт образца 1900 года и новая широкая Георгиевская лента с теми же надписями.

## Знаки отличия
- Георгиевский полковой штандарт за персидские войны 1826-28 гг., за подвиги в Чечне в 1851 г. и в сражении при Кюрюк-Дара 24 июля 1854 г.
- Георгиевские трубы за сражение при Баш-Кадыкларе 19 ноября 1853 г.
- Петлицы на воротниках мундиров за Кавказскую войну
- Широкие георгиевские ленты к штандартам 1-го и 2-го дивизионов за подвиги под Карсом в 1877 г.

## Полковая церковь
Рождество-Богородицкая церковь.
- 1857 - полковой священник Федор Коссин
- 1871 - священник Федор Евницкий
- 1871 - псаломщик Никита Трусов[2]

## Известные люди, служившие в полку
- Агапкин, Василий Иванович — автор марша «Прощание славянки»
- Багратион, Иван Романович — герой Кавказской войны, племянник героя Отечественной войны 1812 года П. И. Багратиона
- Баратов, Николай Николаевич — генерал от кавалерии
- Будённый Семён Михайлович — Маршал Советского Союза
- Кусиков Александр Борисович — поэт, активный участник Московского Ордена имажинистов
- Мальсагов, Сафарбек Товсолтанович — генерал-майор, правитель Ингушетии в 1919 году
- Хагондоков, Николай Николаевич  — майор, отец Константина Николаевича Хагондокова
- Черепов Владимир Александрович — корнет, участник "Ледяного" похода; служил в Русском Корпусе в чине лейтенанта
- Ширяев, Василий Михайлович — один из первых командиров Добровольческой армии